# Фантомас (фільм, 1964)
«Фантома́с» (франц. Fantômas) — франко-італійський фільм Андре Юнебеля, пародія на пригодницькі твори П'єра Сувестра та Марселя Аллена про геніального лиходія Фантомаса. Перша частина з комедійної кінотрилогії.

## Сюжет
Невловимий злочинець Фантомас, під виглядом лорда Шелтона, спільно зі своєю коханкою леді Бельтам, придбав коштовності, залишивши продавцеві чек, який було підписано чорнилом, що зникає.
Комісар поліції Поль Жюв виступає на телебаченні й обіцяє французам, що неодмінно спіймає злочинця, якого всі знають як Фантомаса. А тим часом редактор газети «Світанок» доручає журналістові Жерому Фандорові написати статтю про цього злочинця. Той, разом зі своєю нареченою Елен вигадують інтригуюче інтерв'ю, яке журналіст начебто взяв у Фантомаса.
Наступного дня, коли статтю було надруковано, до редакції газети увірвався комісар Жюв зі своїм помічником Бертраном. Жюв почав звинувачувати редактора та Фандора у брехливій публікації. Під час цієї сварки в приміщенні раптово лунає вибух, внаслідок якого Жюв, Фандор і редактор «Світанку» потрапляють до лікарні.
Коли Фандора виписують з лікарні, він повертається додому. Біля дверей квартири журналіст знаходить дивну записку, на якій написано, що незабаром його відвідає сам Фантомас. Журналіст не звертає уваги на це повідомлення і лише глузує з цього, вважаючи, що це чийсь жарт. Ввійшовши до квартири, Фандор чує телефонний дзвінок і холодний голос по телефону сповіщає його, що зараз із ним говоритиме Фантомас. Фандор цьому не вірить, кладе слухавку і відразу ж отримує сильний удар по голові, від якого непритомніє.
Фандор повертається до тями в якомусь приміщенні, наполовину стилізованому під Середньовіччя. Через деякий час до кімнати заходить Фантомас і гнівно пояснює журналісту, що своїм інтерв'ю він не на жарт розлютив його, Фантомаса. Тому він вимагає від Фандора, щоб той протягом двох днів спростував свою брехню у газетній статті бо інакше Фандора вб'ють. Після цього Фантомас робить своєму журналістові татуювання електрошоком у вигляді літери «F», пояснивши це тим, що відтепер Фандор його бранець. Від болю Фандор знову непритомніє.
Наступного дня Фандор прокидається від дзвінків у двері своєї квартири. Він відчиняє двері і бачить кохану наречену Елен. Фандор розповідає їй, що з ним трапилося минулої ночі. Раптом у двері знову хтось починає дзвонити. Фандор очікував на Фантомаса, але то був комісар Жюв. Побачивши на грудях кореспондента татуювання, Жюв звинувачує того у співучасті з Фантомасом та заарештовує, навіть не звертаючи уваги на слова самого Фандора.
У в'язниці журналіста відвідує редактор газети й обіцяє тому, що неодмінно допоможе в написанні нової статті. Тим часом Жюв викликає Фандора на допит. Проте нічого не дізнавшись, він відпускає кореспондента на волю.
Фандор, не гаючи часу, вирішив поїхати до редакції газети. Але таксі, яким він їде, виявляється пасткою Фантомаса. Невдовзі кореспондент знову опиняється у лігві Фантомаса.
Тим часом комісар поліції Жюв вирішує схопити Фантомаса «на живця». Він організовує виставку коштовностей, маючи надію, що Фантомас, намаюгаючись викрасти діаманти та інші скарби, потрапить у пастку і його заарештують. Проте злочинцеві вдається обдурити Жюва. Він вдягає маску Фандора, щоб звинуватити того у злочині. Тим часом журналіст перебував у полонені в будинку Фантомаса. За допомогою снодійного газу Фантомас знешкоджує охорону та всіх дівчат-моделей разом із обслуговчим персоналом. Потім спокійно викрадає всі коштовності та тікає через дах будинку, де на нього чекав гелікоптер. Жюв кидається навздогін за ним і бачить Фантомаса у масці Фандора. Тепер комісар вважає, що Фандор і є Фантомасом і незабаром по телебаченню він повідомляє про це всій країні.

Інспектор Жюв та журналіст Фандор переслідують Фантомаса

Саме це телезвернення бачить Фандор, страждаючи, бо тепер саме його вважають «генієм зла». Проте Фантомасові цього видається замало і він розповідає Фандору про те, що він викрав Елен і що тепер вона, перебуваючи під дією еліксиру щастя, кохає його, а не журналіста. Але Фандор не залишається в боргу і крадькома викликає по телефону леді Бельтам, натискаючи на кнопку телефона і даючи їй почути мрійливі слова Фантомаса щодо його захоплення стосовно Елен. Леді Бельтам чує, як журналіст запитує у Фантомаса про його спільницю. А той відповідає, що вона для нього лише помічниця у справах. Після цього Бельтам вирішує помститися своєму зрадливому коханому.
А тим часом Фантомас під маскою Жюва обстрілює кінотеатр. Всі свідки складають фоторобот злочинця, який був дуже схожий за їхніми словами на комісара поліції. Бертран починає підозрювати свого шефа, а сам Жюв, нічого не розуміючи, поїхав відпочити до себе додому.
Проте наступної ж ночі Фантомас знову вчиняє злочин під виглядом Жюва. Він грабує казино та втікає з грошима. Поліція підозрюючи, що їхній комісар і є Фантомас, заарештовує Жюва.
А Фандор з Елен несподівано прокидаються посеред якоїсь гірської траси в новому автомобілі. Вони спочатку нічого не тямлять, але потім Фандор помічає записку від леді Бельтам, де вона повідомляє, що врятувала їх. Радісні Фандор та Елен вирішують дістатися першого-ліпшого містечка машиною, проте по дорозі виявляється, що в автомобілі було навмисно пошкоджено гальма. Фандору ледве вдається зупинити машину, після чого їх заарештувала поліція.
Невдовзі Бертран саджає Фандора за ґрати, до камери Жюва. Жюв та Фандор розповідають один одному свої пригоди і чекають, що з ними буде далі. Раптом їх випускає з камери охоронець, який виявляється загримованим Фантомасом. Він пояснює, що рятує їх задля того, аби потім ставити над ними досліди.
Проте поліцейські помічають, що затримані зникли і починають масштабне переслідування машини Фантомаса. Врешті-решт переслідувачами Фантомаса стали його головні вороги — комісар та журналіст. Втім їм не вдається схопити злочинця і той тікає на батискафі.

## У ролях
- Жан Маре — зіграв чотири ролі:
 журналіста газети «Світанок» Жерома Фандора
 Фантомаса
Підставного лорда Шелтона 
Підставного наглядача у в'язниці
- Луї де Фюнес — комісар поліції Поль Жюв
- Мілен Демонжо — журналістка газети «Світанок» Елен, наречена Фандора
- Жак Дінам[ru] — інспектор Мішель Бертран, головний помічник комісара Жюва
- Робер Дальбан[ru] — редактор газети «Світанок»
- Крістіан Тома — помічник Жюва з вусами
- Мішель Дюплекс[ru] — помічник Жюва в окулярах
- Марі-Елен Арно[fr] — леді Мод Бельтам
- Бернард Мюссон — поліцейський, який заарештовує Жюва
- П'єр Коллет — один з помічників Фантомаса
- Домінік Зарді — охоронець Фантомаса
- Анрі Атталь — охоронець Фантомаса 
 та ін.

## Український дубляж
- Андрій Самінін — журналіст газети «Світанок» Жерор Фандор; Фантомас
- Ярослав Чорненький — комісар поліції Поль Жюв
- Наталя Поліщук — журналістка газети «Світанок» Елен, наречена Фандора
- Михайло Жонін — інспектор Мішель Бертран, головний помічник комісара Жюва
- Олег Стальчук — редактор газети «Світанок»
  - А також: Анатолій Пашнін, Ніна Касторф, Наталя Задніпровська.

Фільм дубльовано міжнародним медіа-центром «СТБ» у 2008 році.
- Режисер дубляжу — Луїза Попова
- Звукорежисер — Вадим Осипенко

## Радянський російськомовний дубляж
Фільм дубльовано на кіностудії «Союзмультфільм» у 1967 році.
- Переклад — Євген Гальперін
- Режисер — Георгій Калітієвський
- Звукооператор — Георгій Мартинюк
- Редактор — Зінаїда Павлова

Актори:
- Володимир Дружников (ролі Жана Маре) — Фантомас / журналіст Фандор / лорд Шелтон / тюремний наглядач
- Володимир Кенігсон (роль Луї де Фюнеса) — комісар поліції Поль Жюв
- Тетяна Конюхова (роль Мілен Демонжо) — журналістка газети «Світанок» Елен, наречена Фандора
- Степан Бубнов (роль Жака Дінама) — інспектор Мішель Бертран, головний помічник комісара Жюва
- Олексій Полевой (роль Робера Дальбана) — редактор газети «Світанок»
- Ян Янакієв (роль Крістіана Тома) — інспектор з вусами
- Раднер Муратов (роль Мішеля Дюплекса) — інспектор Леон

## Знімальна група
- Автори сценарію: Жан Ален[fr], П'єр Фуко[fr]
- Режисер-постановник: Андре Юнебель
- Оператор-постановник: Марсель Гриньон[fr]
- Композитор: Мішель Мань
- Художник-постановник: Поль-Луї Буті
- Монтаж: Жан Фейте

## Цікаві факти
- Жан Маре вважав великою помилкою свою згоду на зйомки у «Фантомасі»[1], адже попри те, що Маре грав чотири ролі одразу та самотужки виконував усі трюки у фільмі, без допомоги дублера, він залишився поза увагою глядачів. А Луї де Фюнес, навіть не напружуючись, став найпопулярнішим актором Франції на той час[2]. Можливо тому було знято лише три фільми про Фантомаса, а не п'ять, як планувалося спочатку.
- «Фантомас» був одним із лідерів радянського кінопрокату. Перший фільм трилогії в СРСР переглянули 45,5 мільйонів глядачів, «Фантомас розлютився» подивилися 44,7 мільйона, а «Фантомас проти Скотланд-Ярду» — 34,3 мільйона глядачів[3]
- В Італії фільм вийшов під назвою «Фантомас — 70».
- «Фантомасами» називали банду братів Толстоп'ятових, яка діяла в СРСР в Ростові-на-Дону, та вдягала під час пограбувань чорні панчохи.[4]
- Спочатку на роль нареченої Фандора, Елен, Андре Юнебель запросив Софі Лорен, але та відмовилась.[5]
- Зловісного «сміху Фантомаса», такого популярного у радянських глядачів, особливо у підлітків, в оригінальній французькій версії немає. Це похмуре «Ха-ха-ха» з'явилося тільки в російській версії, дубльованій на «Союзмультфільмі».